# Яньлян
Яньля́н (кит. упр. 阎良, пиньинь Yánliáng) — район городского подчинения города субпровинциального значения Сиань провинции Шэньси (КНР). Район назван по существовавшему здесь ранее посёлку.

## История
В царстве Цинь в 383 году до н. э. был основан город Лиян (栎阳城), в который была перенесена столица страны. В 374 году до н. э. на территории вокруг Лияна был создан уезд Лиян (栎阳县) — один из первых уездов в истории Китая; эти места оказались в его составе. В 350 году до н. э. столица страны была перенесена в Сяньян.
После свержения империи Цинь Сян Юй в 206 году до н. э. разделил Гуаньчжун на три княжества. Сыма Синь, ставший Сайским князем (塞王), получил земли на восток от Сяньяна вплоть до реки Хуанхэ, а столицей княжества сделал Лиян.
После основания империи Хань в 202 году до н. э. Лю Бан поначалу сделал столицей именно Лиян, и лишь в 200 году до н. э. перенёс столицу в Чанъань. В 197 году до н. э. Лю Бан похоронил отца на плато севернее Лияна, и назвал его «Десятитысячелетним курганом» (万年陵, Ваньнянь лин). Для администрирования окрестностей захоронения был основан уезд Ваньнянь (万年县), власти которого разместились в Лияне параллельно с властями уезда Лиян. Во времена диктатуры Ван Мана уезд Ваньнянь был переименован в Ичи (异赤县), а Лиян — в Шитин (师亭县), но Гэнши-ди вернул им прежние названия. При империи Восточная Хань уезд Лиян был присоединён к уезду Ваньнянь.
При империи Северная Вэй в 498 году юго-восточная часть уезда Ваньнянь была выделена в уезд Чжансянь (鄣县), а в 500 году северная часть уезда Ваньнянь — в уезд Гуанъян (广阳县). При империи Северная Чжоу в 558 году уезды Ваньнянь и Чжансянь были присоединены к уезду Гуанъян.
При империи Суй когда в 601 году наследником престола стал Ян Гуан, из-за практики табу на имена, чтобы избежать употребления входившего в личное имя наследника иероглифа «гуан», уезд Гуанъян был переименован в Ваньнянь. При империи Тан в 618 году уезд Ваньнянь был переименован в Лиян, при этом его восточная часть была выделена в отдельный уезд Пинлин (平陵县). В 619 году уезд Пинлин был переименован в Суи (粟邑县), а в 634 году уезд Суи был присоединён к уезду Лиян.
После монгольского завоевания уезд Лиян был в 1267 году присоединён к уезду Линьтун.
В августе 1966 года посёлок Яньлян с окружающей местностью был выведен из-под юрисдикции уезда Линьтун и передан в состав города Сиань — так был создан район Яньлян. В ноябре 1966 года район Яньлян был переименован в Дунхун (东红区, «алеет восток»). В 1972 году району Дунхун было возвращено название Яньлян.

## Административное деление
Район делится на 5 уличных комитетов и 2 посёлка.